# Michele Arnaboldi
Michele Arnaboldi (Ascona, 1º luglio 1953 – Minusio, 20 marzo 2024) è stato un architetto e urbanista svizzero.

## Biografia
Michele Arnaboldi nacque ad Ascona, in Svizzera, il 1º luglio 1953. A ventisei anni si laureò in architettura presso il Politecnico federale di Zurigo e iniziò una collaborazione con l'architetto ticinese Luigi Snozzi. Dal 1982 al 1993 fu assistente di progettazione del professore Dolf Schnebli presso il Politecnico di Zurigo.
Architetto e urbanista, dal 1985 ebbe un proprio studio a Locarno. Autore di oltre un centinaio di progetti, fu vincitore di numerosi concorsi nazionali ed internazionali. Venne invitato a partecipare a numerosi mandati di studio di pianificazione. Presentò le proprie opere in varie esposizioni in Europa e non solo.
Dal 1986 iniziò a partecipare a concorsi nazionali ed internazionali tra i quali vinse il concorso per il masterplan, poi realizzato, dell'Expo 2000 di Hannover.
Alcune sue realizzazioni, principalmente di edilizia abitativa, furono insignite di riconoscimenti e menzioni (RS2 2002; SIA 2003; Reiners Stiftung 2005; Dedalo Minosse 2006).
Realizzò diversi edifici nell'ambito del tessuto urbano dell'area di Lugano, tra cui Casa Righetti e Casa Quattrini (1991), Case in Cruglio (1996), Casa Fornera (1998), Casa Regli (1999).
Nel 1994 fu professore visitatore alla Università Washington a Saint Louis e in seminari di progettazione in diverse università europee (per esempio presso: Hamburger Stadtentwicklungsforum D, Europäische Sommerakademie a Weimar D, Politecnico di Milano I, Politecnico di Bari I), oltre alla partecipazione come docente al “Seminario internazionale d'architettura di Monte Carasso”.
Dal 2002 fu professore di progettazione architettonica presso l'Accademia di Architettura di Mendrisio, Università della Svizzera italiana, e nel 2009 venne nominato professore di ruolo.
Dal 2010 al 2013 fu direttore della ricerca PNR65 “Public Space in the Città-Ticino of tomorrow” presso l'Accademia di Mendrisio; dal 2014 fu direttore del Laboratorio Ticino Lab-Ti presso la stessa Facoltà.
A settembre 2009 fu chiamato nella commissione di architetti incaricati di coordinare i progetti di sviluppo della città di Varese.
Dal 1986 fu membro della FAS Ticino, Federazione degli Architetti Svizzeri, dal 1993 al 2005 della “Commissione Bellezze Naturali CBN” del Canton Ticino CH, dal 1998 della Federazione urbanisti svizzeri FUS e dal 1999 al 2001 del comitato di redazione Werk Bauen Wohnen.
Membro di numerose giurie nazionali ed internazionali, dal 1993 tenne conferenze in Svizzera, Germania, Italia, Spagna, Austria, Stati Uniti d'America, Francia, Emirati Arabi Uniti.
Nel 2008 fu pubblicata la prima monografia dedicata alle opere dell'ufficio. Nel 2019 fu un contributore invitato insieme a Mario Botta dell'iniziativa “Quali le visioni per il futuro del Ticino dopo l'apertura di Alptransit” nell'ambito del gruppo di lavoro “Trasformazione urbana, la pianificazione attorno alle stazioni” coordinato dal giornalista e storico Hanspeter Gschwend alla presenza di Andreas Meyer.
I suoi progetti ebbero sempre come caratteristica principale la ricerca della fusione armonica tra architettura contemporanea ed elementi ed impianti tradizionali, soprattutto per quanto riguarda i materiali (legno, pietra, mattone), come nel caso del recupero della casa-studio del pittore svizzero Jacob Bill.
Michele Arnaboldi fece parte, insieme a Valentin Bearth, della giuria per l'edificio scolastico a Grono di Raphael Zuber nel 2007.
Morì a Minusio il 20 marzo 2024 all'età di 70 anni.

## Opere principali

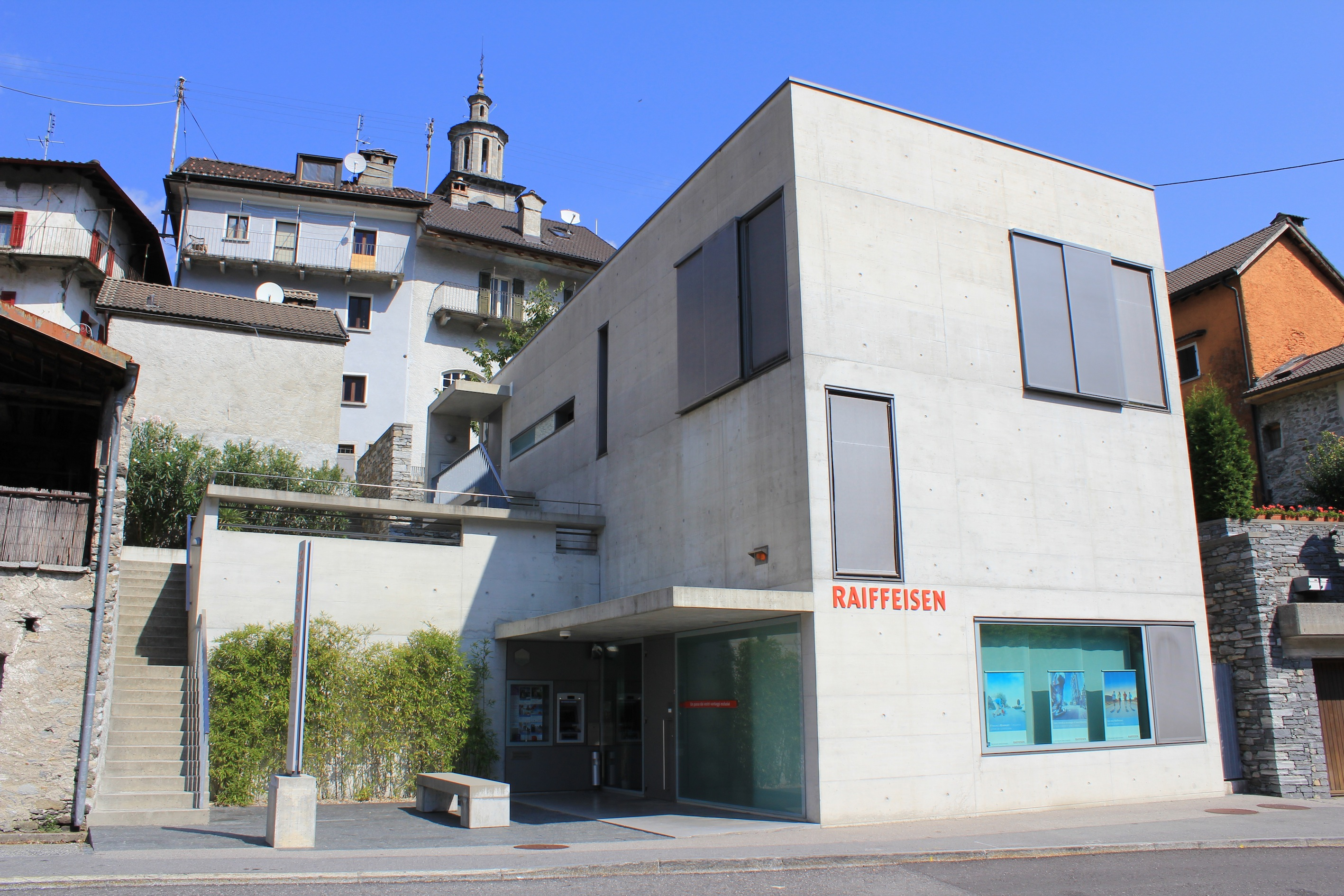
Banca Raiffeisen, Intragna.

- Casa Campiglio. a Locarno-Monti, 1988-89
- Casa plurifamiliare Quattrini. a Minusio, 1989-1991
- Casa Fornera. ad Ascona, 1997-1999
- Casa Ferretti-Arnaboldi. a Locarno, 1997-1999
- Casa Regli. (casa bifamiliare) a Brissago, 1998-1999
- Case in Cruglio. ad Arcegno, 1993-1996
- Casa Storni. a Lugaggia, 2001-2002
- Casa Katz. ad Aldesago, 2000-2003
- Banca Raiffeisen. a Intragna, 2001-2002
- Abitazione e Atelier Bill a Pianezzo, 2001-2003
- Casa Thür. a Brissago, 2001-2003
- Case Vignascia. a Minusio, 2003-2005
- Case Pegurri. a Vico Morcote, 2001-2006
- Padiglione e uffici Dimond. a Losone, 2006-2011
- Edifici commerciali e residenziali  Residenza al Parco. a Paradiso, 2007-2013
- Padiglioni del Locarno Film Festival. a Locarno, dal 2008-in corso
- Residenza al Gaggio. a Orselina, 2008-2011
- Case alle Vigne. a Solduno, 2009-2011
- Casa Baitsch. a Orselina, 2010-2013
- Palestra Centro professionale per il commercio. a Locarno, 2009-2012
- Ospedale Regionale La Cartità (EOC). a Locarno, Pronto soccorso, Cure intense, Mensa, Cappella, Aule di insegnamento, dal 2000
- Ristrutturazione Municipio  Palazzo Marcacci. a Locarno, 2011-2012
- Casa Schenker. a Gerra Gambarogno, 2012-2015
- Recupero e ampliamento  Casa Giulieri. a Cugnasco, 2011-2015
- Casa Galli. a Lumino, 2014-2015
- Casa Lardi. a Minusio Mondacce, 2013-2017
- Edificio residenziale e commerciale Remorino. a Minusio, 2013-2019
- Ampliamento falegnameria Trippel. a Manno, 2015-2018
- Casa anziani e sistemazione suolo pubblico a Losone, 2015-in corso
- Studio di quartiere, edifici residenziali, Palazzo di uffici a Grono, 2016-in corso
- Casa Quattrini a Minusio, 2017-2020
- Case Roncasc a Verscio, 2017-2020
- Autosilo comunale e sistemazione suolo pubblico a Locarno Monti, 2019-in corso
- Casa Bacciarini. a Gorduno, 2014-2018

## Monografia
Arnaboldi, la prima monografia sull'opera dello studio 1987-2008, Birkhäuser Verlag